# 秋吉貴雄
秋吉 貴雄（あきよし たかお、1971年〈昭和46年〉- ）は、日本の行政学者・政治学者。中央大学法学部教授。博士（商学）（一橋大学・2005年）。
公共政策学、政策科学について主に研究をしている。

## 経歴
1971年大分県生まれ。1989年岩田高等学校卒業。1994年一橋大学商学部経営学科卒業。2000年一橋大学大学院商学研究科博士後期課程単位取得満期退学。2000年熊本大学法学部助教授、2007年同大学大学院社会文化科学研究科准教授、2011年同研究科教授。2013年より中央大学法学部教授。

## 著書

### 単著
- 『公共政策の変容と政策科学 - 日米航空輸送産業における２つの規制改革』有斐閣、2007年、ISBN	9784641162877
- 『入門 公共政策学 : 社会問題を解決する「新しい知」』中公新書、2017年、ISBN	9784121024398

### 共著
- 秋吉貴雄、伊藤修一郎、北山俊哉『公共政策学の基礎』有斐閣、2010年、ISBN	9784641184282